# Liste der Baudenkmäler in Mönchberg
Auf dieser Seite sind die Baudenkmäler in dem unterfränkischen Markt Mönchberg zusammengestellt. Diese Tabelle ist eine Teilliste der Liste der Baudenkmäler in Bayern. Grundlage ist die Bayerische Denkmalliste, die auf Basis des Bayerischen Denkmalschutzgesetzes vom 1. Oktober 1973 erstmals erstellt wurde und seither durch das Bayerische Landesamt für Denkmalpflege geführt wird. Die folgenden Angaben ersetzen nicht die rechtsverbindliche Auskunft der Denkmalschutzbehörde.
 Diese Liste gibt den Fortschreibungsstand vom 15. April 2020 wieder und enthält 51 Baudenkmäler.
In dieser Kartenansicht sind Baudenkmäler ohne Koordinaten mit einem roten bzw. orangen Marker dargestellt und können in der Karte gesetzt werden. Baudenkmäler ohne Bild sind mit einem blauen bzw. roten Marker gekennzeichnet, Baudenkmäler mit Bild mit einem grünen bzw. orangen Marker.

## Ensembles

### Ensemble Ortskern Mönchberg
Mönchberg geht auf eine karolingische Raststation zurück. Den Kern des Ortes bezeichnet der in einem inneren Viereck ablesbare Umriss der im Hochmittelalter entstandenen, heute verschwundenen  Burg Mengebur. Um diese bildete sich konzentrisch das Dorf, das im 14. Jahrhundert mit Marktrechten ausgestattet und ummauert wurde. Durchgangsstraße war die nordsüdlich verlaufende, an ihren Ausgängen ursprünglich mit Toren versehene, heutige Hauptstraße; die vom Marktplatz nordwestlich abzweigende Straße nach Eschau ist ein moderner Durchbruch. An den um den ehemaligen Burghügel angeordneten Hauptgassen größere Bauernanwesen in regelmäßiger Parzellenreihung mit dem Gelände angepasster, scheinbar regelloser Setzung der Gebäude, aus der sich malerische Wirkungen ergeben; kleinteiligere, unregelmäßige Bebauung im nordwestlichen und südöstlichen Bereich. Die Wohnbauten sind trauf- und giebelseitig gestellte, oftmals nicht unmittelbar an der Straße stehende, jetzt meist verputzte Fachwerkhäuser des 17./18. Jahrhundert, dem Typ des „Spessarthauses“ folgend, in einigen Fällen mit überdachten Freitreppen. Die große Anzahl solcher Wohnbauten im Zusammenhang mit den ebenfalls in Fachwerk errichteten Wirtschaftsgebäuden macht den Ensemblewert des Ortes aus. Brüche in der Bebauung entstehen durch das maßstabsprengende neue Rathaus, einem Rotsandsteinquaderbau des endenden 19. Jahrhundert, und einigen wenigen Neubauten. Als im Charakter gesonderte Bereiche sind der kleine Marktplatz mit einer geschlossenen Reihe von Giebelhäusern und dem alten Fachwerkrathaus sowie der die Stelle der einstigen Burg einnehmende Kirchhof mit der den Ort beherrschenden Barockkirche anzusprechen. Umgrenzung: Verlauf der ortsmauer im Bereich der abgegangenen Tore und der ebenfalls verschwundenen, anschließenden Mauerabschnitte ist die Begrenzungslinie jeweils zwischen den Anwesen Hauptstraße 19/21 und 20/22 im Süden sowie 61/63 und 60/62 im Norden zu ziehen. Aktennummer: E-6-76-141-1.

## Baudenkmäler nach Gemeindeteilen

### Mönchberg
| Lage                                                                    | Objekt                                          | Beschreibung | Akten-Nr.     | Bild                             |
| ----------------------------------------------------------------------- | ----------------------------------------------- | --- | ------------- | -------------------------------- |
| An der Oberen Ortsmauer (Standort)                                      | Bildstock                                       | diamantiertes Postament mit Säule und Kreuztonnendach-Reliefaufsatz 'Pietà, Kruzifix, Kreuzfall / oder Simon von Cyrene' sowie Kreuzbekrönung, Sandstein, bezeichnet 1710 | D-6-76-141-28 | BW                               |
| Aschaffenburger Straße 1 (Standort)                                     | Wohnhaus                                        | zweigeschossiger Satteldachbau mit teilweise freigelegtem Fachwerkobergeschoss über hohem Kellersockel in Ecklage, 19. Jahrhundert, Erdgeschoss teilweise verändert | D-6-76-141-3  | BW                               |
| Brühl (Standort)                                                        | Bildstock                                       | Postament und Pfeiler mit geböschten Kanten, Sandstein, bezeichnet 1898, Reliefaufsatz 'Madonna', Sandstein, bezeichnet 1978 | D-6-76-141-36 | BW                               |
| Nähe Eckerts-Mühle (Standort)                                           | Bildstock                                       | Inschriftsockel mit korinthisierender Säule und Reliefaufsatz 'Pietà' sowie Kreuzbekrönung, Sandstein, bezeichnet 1776 | D-6-76-141-35 | BW                               |
| Golfstraße (Standort)                                                   | Bildstock                                       | Prozessionsaltar mit Säule und volutengerahmtem Reliefaufsatz 'hl. Wendelin' sowie Kreuzbekrönung, Sandstein, um 1600 | D-6-76-141-4  | BW                               |
| Hauptstraße (Standort)                                                  | Kreuzigungsgruppe                               | Tischsockel mit Inschriftkartusche und Kruzifix mit Assistenzfiguren, Sandstein, bezeichnet 1731 | D-6-76-141-11 | weitere Bilder                   |
| Hauptstraße 13 a (Standort)                                             | Bildstock                                       | Schaft mit Kielbogennische und eingestelltem Bischofsheiligen über Runddienst, kielbogiger Nischenaufsatz mit seitlichen Reliefs 'hl. Petrus' und 'hl. Evangelist Johannes oder hl. Diakon', Sandstein, spätgotisch, um 1460 | D-6-76-141-6  | BW                               |
| Hauptstraße 20 (Standort)                                               | Gasthaus                                        | zweigeschossiges Fachwerkhaus mit Mansardwalmdach über hohem Kellersockel mit Freitreppe in Ecklage, um 1800 | D-6-76-141-7  | BW                               |
| Hauptstraße 22 (Standort)                                               | Gasthaus                                        | zweigeschossiges Fachwerkhaus mit einseitigem Halbwalm über Kellersockel in Ecklage, Erdgeschoss im rückwärtigen Teil massiv, 18. Jahrhundert mit älterem Kern | D-6-76-141-8  | BW                               |
| Hauptstraße 27 (Standort)                                               | Ortsmauer                                       | in unterschiedlichen Höhen erhalten, unverputztes Sandsteinmauerwerk im Kern 14. Jahrhundert, nachmittelalterlich erneuert, Torbau über der Schwimmbadstraße 20. Jahrhundert | D-6-76-141-1  | BW                               |
| Hauptstraße 35 (Standort)                                               | Gasthaus                                        | giebelständiger Halbwalmdachbau mit verputzten Fachwerkobergeschossen und stumpfwinklig anstoßendem dreigeschossigen Anbau mit starker Vorkragung über dem Eingangsbereich, städtebaulich im Fluchtpunkt der gegenüberliegenden Quergasse liegend, 16./17. Jahrhundert | D-6-76-141-9  | weitere Bilder                   |
| Hauptstraße 35 (Standort)                                               | Gasthaus                                        | Nebengebäude, zweigeschossiges Fachwerkhaus mit Satteldach, um 1800 | D-6-76-141-9  | BW                               |
| Hauptstraße 42 (Standort)                                               | Rathaus                                         | zweigeschossiges reich gestaltetes Zierfachwerkhaus über massivem unverputztem Kellervollgeschoss mit Freitreppe in Ecklage, Giebelfassade mit Krüppelwalm und verschiefertem oktogonalem Dachreiter mit Glockendach, bezeichnet 1607 | D-6-76-141-10 | weitere Bilder                   |
| Hauptstraße 43 (Standort)                                               | Wohnhaus                                        | giebelständiger zweigeschossiger Satteldachbau mit verputztem Fachwerkobergeschoss, ehemaliger Stubenerker im Obergeschoss und Heiligennische mit hl. Antonius, 18. Jahrhundert, Erdgeschoss erneuert | D-6-76-141-13 | BW                               |
| Hauptstraße 45 (Standort)                                               | Wohnhaus                                        | giebelständiger Satteldachbau mit Fachwerkobergeschoss, 18. Jahrhundert, Erdgeschoss verändert, rückwärtiger zweigeschossiger Satteldachbau mit Fachwerkobergeschoss und Hangkellergeschoss, Kellerbogen bezeichnet 1804 | D-6-76-141-14 | BW                               |
| Hauptstraße 47 (Standort)                                               | Wohnhaus                                        | zweigeschossiger Fachwerkbau mit Satteldach, 18. Jahrhundert, mit geschnitzter barocker Haustüre, Eichenholz, Rokoko, um 1760 | D-6-76-141-15 | weitere Bilder                   |
| In der Ecke 8 (Standort)                                                | Wohnhaus                                        | giebelständiger Satteldachbau mit Fachwerkobergeschoss und verschiefertem Giebel über Kellersockel, 17./18. Jahrhundert | D-6-76-141-16 | BW                               |
| Kirchgasse 5 (Standort)                                                 | Katholische Pfarrkirche St. Johannes der Täufer | Saalkirche mit eingezogenem dreiseitig schließendem Chor und Schiefersatteldach, umbauter Fassadenturm über quadratischem Grundriss mit oktogonalem Glockengeschoss und verschieferter zweifacher Zwiebelhaube, verputztes Mauerwerk mit Werksteingliederungen farbig gefasst, Blendfassade mit Portal, Figurennischen und geschweiftem Giebel, Johann Martin Schmidt, 1749–51; mit Ausstattung | D-6-76-141-2  | weitere Bilder                   |
| Kirchgasse 5 (Standort)                                                 | Epitaph                                         | für eine mit 23 Jahren verstorbene Bürgerstochter, Sandstein, Spätrenaissance, 1605 | D-6-76-141-2  | Epitaph                          |
| Kirchgasse 5 (Standort)                                                 | Kreuz                                           | geschweiftes Postament mit Kruzifix, Sandstein, 19. Jahrhundert, erneuert zum Gedenken an den 1941 gefallenen Salesianer-Bruder Heribert Schmitt, bezeichnet 1960 | D-6-76-141-2  | Kreuz                            |
| Kreuzschlag, Aschaffenburger Straße, an der Braunwarthsmühle (Standort) | Wegkreuz                                        | Inschriftsockel mit Kruzifix, Sandstein, bezeichnet 1782 | D-6-76-141-38 | BW                               |
| Kreuzschlag, Aschaffenburger Straße, an der Braunwarthsmühle (Standort) | Bildstock                                       | 17. Jahrhundert nicht nachqualifiziert, im Bayerischen Denkmal-Atlas nicht kartiert | D-6-76-117-35 | BW                               |
| Kreisstraße MIL 2 (Standort)                                            | Marienpfeiler                                   | Fluraltar mit Pfeiler und Madonna (19. Jahrhundert), Sandstein teilweise farbig gefasst, bezeichnet 1606, Erneuerung bezeichnet 1850 | D-6-76-141-30 | BW                               |
| Langgasse 2 (Standort)                                                  | Bauernhaus                                      | traufständiges zweigeschossiges verputztes Fachwerkhaus über hohem Kellersockel, Tordurchfahrt auf profilierten Holzstützen mit Sandsteinpostamenten, Satteldach einseitig abgewalmt, 1773 | D-6-76-141-17 | weitere Bilder                   |
| Langgasse 3 (Standort)                                                  | Bauernhof                                       | Wohnhaus, giebelständiger zweigeschossiger Satteldachbau über hohem Kellersockel mit Zierfachwerkobergeschoß, 17. Jahrhundert, geschnitzte Biedermeier-Tür, Erdgeschoss verändert; Stallgebäude, schmaler zweigeschossiger Fachwerkbau mit Pultdach, 1. Hälfte 19. Jahrhundert | D-6-76-141-18 | BW                               |
| Langgasse 3 (Standort)                                                  | Bauernhof                                       | Scheune, teilweise verputzter Fachwerkbau mit Satteldach, 18. Jahrhundert; sogenanntes 'Bäulein', zweigeschossiger Fachwerkbau mit vorkragendem Obergeschoss und Satteldach, 17./18. Jahrhundert | D-6-76-141-18 | BW                               |
| Langgasse 3 (Standort)                                                  | Bauernhof                                       | Einfriedung, Pfeilertür mit Prellsteinen 20. Jahrhundert; Hofpflasterung, Sandstein, 19. Jahrhundert | D-6-76-141-18 | BW                               |
| Langgasse 10 (Standort)                                                 | Bauernhaus                                      | zurückliegendes zweigeschossiges verputztes Fachwerkhaus mit Satteldach und vorkragendem Obergeschoss, Kellervollgeschoss aus teilweise verputztem Sandsteinmauerwerk, Freitreppe, 17. Jahrhundert | D-6-76-141-19 | BW                               |
| Langgasse 15 (Standort)                                                 | Pfarrhof                                        | Pfarrhaus, zweigeschossiger verputzter Walmdachbau mit Werksteinrahmungen über hohem Kellersockel, 1768 | D-6-76-141-20 | BW                               |
| Langgasse 15 (Standort)                                                 | Pfarrhof                                        | Ökonomiegebäude, winkelförmige Scheunenanlage mit Sattel- bzw. Krüppelwalmdach, 1768 | D-6-76-141-20 | BW                               |
| Langgasse 15 (Standort)                                                 | Pfarrhof                                        | Hoftor, Sandsteinpfosten 19. Jahrhundert | D-6-76-141-20 | BW                               |
| Langgasse 15 (Standort)                                                 | Pfarrhof                                        | Pfarrgarten mit Mauereinfriedung, unverputzter Sandstein, 18. Jahrhundert | D-6-76-141-20 | BW                               |
| Nähe Hagring (Standort)                                                 | Bildstock                                       | Prozessionsaltar mit Inschrift und Pfeiler mit Volutenaufsatz und freiplastischer Pietà, Sandstein, bezeichnet 1848, Pietà erneuert | D-6-76-141-5  | BW                               |
| Reistenhausener Straße 2 a (Standort)                                   | Friedhofskapelle                                | unverputzter Sandsteinquaderbau mit Farbfenstern, Satteldach und Dachreiter mit Pyramidenhelm aus Kupferblech, 1957 | D-6-76-141-29 | BW                               |
| Nähe Reistenhausener Straße (Standort)                                  | Friedhof                                        | Einfriedung, unverputzte Mauer und Pfeilerportal mit Obeliskenbekrönung, Sandstein, 1813 | D-6-76-141-29 | BW                               |
| Nähe Reistenhausener Straße (Standort)                                  | Friedhofskreuz                                  | Tischsockel mit Kruzifix, Sandstein, bezeichnet 1821 | D-6-76-141-29 | BW                               |
| Nähe Reistenhausener Straße (Standort)                                  | Friedhof                                        | zwei Grabmäler mit Vanitassymbolen und Obeliskenbekrönung, Sandstein, klassizistisch, bezeichnet 1823 und 1828 | D-6-76-141-29 | BW                               |
| Nähe Reistenhausener Straße ()                                          | Kriegerdenkmal                                  | für die Gefallenen des Krieges 1870/71, Stufensockel mit flankierenden liegenden Löwen, der mittige Pfeiler mit Inschriftplatte und Figur eines Soldaten, Sandstein, bezeichnet 1908 | D-6-76-141-29 |                                  |
| Nähe Reitweg (Standort)                                                 | Katholische Kapelle St. Wendelin                | einschiffige Saalkirche mit dreiseitigem Chorschluss, Walmdach und verschieferter Giebelreiter mit achtseitiger Zwiebelhaube und stark eingeschnürter Spitze, unverputztes Bruchsteinmauerwerk mit Sandsteingliederungen, offene Vorhalle mit profilierten Holzstützen und Walmdach, Johann Martin Schmidt, 1744; mit Ausstattung                                                               | D-6-76-141-32 | Katholische Kapelle St. Wendelin |
| Schwimmbadstraße (Standort)                                             | Kreuz                                           | Prozessionsaltar mit profilierten Kanten und Kruzifix, Sandstein, bezeichnet 1754, erneuert | D-6-76-141-25 | weitere Bilder                   |
| Schwimmbadstraße 3 (Standort)                                           | Bauernhaus                                      | zweigeschossiger giebelständiger verputzter Fachwerkbau mit vorspringendem Obergeschoss, westlich mit Anbau unter dem angehobenen Satteldach, mit überdachter Freitreppe, 18. Jahrhundert | D-6-76-141-21 | weitere Bilder                   |
| Schwimmbadstraße 8 (Standort)                                           | Wohnhaus                                        | zweigeschossiger Krüppelwalmdachbau mit Fachwerkobergeschoss und Kellerhanggeschoss in Ecklage, 19. Jahrhundert | D-6-76-141-22 | BW                               |
| Schwimmbadstraße 9, 11 (Standort)                                       | Bauernhaus                                      | zweigeschossiger verputzter Fachwerkbau mit vorkragenden Geschossen über hohem Kellersockel in Ecklage, Satteldach, überdachte Freitreppe, 18. Jahrhundert | D-6-76-141-23 | weitere Bilder                   |
| Schwimmbadstraße 10 (Standort)                                          | Wohnhaus                                        | traufständiger Krüppelwalmdachbau mit Fachwerkobergeschoss auf massivem Kellerhanggeschoss, 19. Jahrhundert, Freitreppe bezeichnet 1950 | D-6-76-141-24 | weitere Bilder                   |
| Sohl (Standort)                                                         | Bildstock                                       | Fluraltar, mit Pfeiler und Reliefaufsatz 'Hl.-Blut-Wunder' mit Kreuzbekrönung, Sandstein 18. Jahrhundert, bzw. 1867, Kopie von 1987 | D-6-76-141-31 | BW                               |
| Sudetenstraße 18 (Standort)                                             | Bildstock                                       | Pfeiler mit kleiner Rundbogennische im Schaft und seitlichen Masken, Sandstein, bezeichnet 1725, Aufsatz modern | D-6-76-141-26 | BW                               |
| Urbanusstraße 18 (Standort)                                             | Bildstock                                       | Pfeilerschaft mit abgefasten Kanten, Cherubim und Weintrauben, Tonnendach-Reliefaufsatz 'Hl. Urban' mit Kreuzbekrönung, Sandstein, bezeichnet 1732 | D-6-76-141-27 | Bildstock                        |

### Schmachtenberg
| Lage                                           | Objekt                                                                            | Beschreibung | Akten-Nr.     | Bild           |
| ---------------------------------------------- | --------------------------------------------------------------------------------- | --- | ------------- | -------------- |
| Birkenhecken (Standort)                        | Gedenkstein                                                                       | für den an dieser Stelle vom Blitz erschlagenen Joseph Schmitt, Rustikasockel in Form eines Steinhaufens mit Efeuranken und Astkreuz, Sandstein, bezeichnet 1898 | D-6-76-141-50 | BW             |
| Friedhofstraße 5 (Standort)                    | Pietà                                                                             | Sockel mit freiplastischer Figur, Figur ca. Anfang 19. Jhd., Sockel teils farbig gefasster Sandstein, bezeichnet 1905, erneuerte Überdachung, vorheriger Standort: Grundstück an der Schmachtenberger Straße, westlich der Kirche | D-6-76-141-40 | weitere Bilder |
| Friedhofstraße 5; im neuen Friedhof (Standort) | Bildstock                                                                         | 1752, im Bayerischen Denkmal-Atlas nicht kartiert | D-6-76-141-45 | BW             |
| Gänsdellenäcker (Standort)                     | Bildstock                                                                         | Säule mit Kreuztonnendach-Reliefaufsatz 'Pietà' und Kreuzbekrönung, Sandstein, um 1700 | D-6-76-141-46 | BW             |
| Günter (Standort)                              | Wegkreuz                                                                          | Kruzifix, Sandstein, 1765, Kreuzbalken erneuert in zeittypischer moderner Form 1965 | D-6-76-141-33 | BW             |
| Nähe Kr MIL 28 (Standort)                      | Wegkreuz                                                                          | Tischsockel mit Kruzifix, Sandstein, 19. Jahrhundert | D-6-76-141-48 | BW             |
| Nähe Kr MIL 28 (Standort)                      | Bildstock                                                                         | Postament mit Säule und Kreuztonnendach-Nischenaufsatz und Kreuzbekrönung, Sandstein, 1691 | D-6-76-141-47 | BW             |
| Nähe Röllbacher Straße (Standort)              | Mariensäule                                                                       | Prozessionsaltar, Sandstein, bezeichnet 1742 mit Säule und Madonna 1. Hälfte 19. Jahrhundert, erneuert | D-6-76-141-44 | BW             |
| Remiß (Standort)                               | Bildstock                                                                         | Fluraltar mit Pfeiler und Kreuztonnendach-Nischenaufsatz, Sandstein, bezeichnet 1761 | D-6-76-141-49 | BW             |
| Schmachtenberger Straße 42 (Standort)          | Katholische Kuratiekirche St. Johannes der Täufer und St. Johannes der Evangelist | einschiffige Saalkirche mit eingezogenem dreiseitig schließendem Chor, Satteldach und verschieferter Giebelreiter mit Zwiebelhaube, unverputztes Sandsteinmauerwerk mit sparsamen Werksteinkanten und -rahmungen, lediglich die Schaufassade mit geschweiftem Blendgiebel, Werksteingliederungen, Portal und Figurennische reicher gestaltet, Johann Martin Schmidt, bezeichnet 1759, Erweiterung 19. Jahrhundert; mit Ausstattung | D-6-76-141-39 | weitere Bilder |
| Schmachtenberger Straße 42 (Standort)          | Freitreppe                                                                        | mit Balustrade, 2. Hälfte 18. Jahrhundert | D-6-76-141-39 | BW             |
| Schmachtenberger Straße 42 (Standort)          | Kirchhofmauer                                                                     | unverputzter Sandstein, wohl 18. Jahrhundert | D-6-76-141-39 | BW             |
| Schmachtenberger Straße 42 (Standort)          | Kruzifix                                                                          | Sandstein, Rokoko, bezeichnet 1797 | D-6-76-141-39 | BW             |
| Schmachtenberger Straße 45 (Standort)          | Hausmadonna                                                                       | 18. Jahrhundert | D-6-76-141-41 | BW             |
| Schmachtenberger Straße 57 (Standort)          | Ehemaliges Wohnstallhaus                                                          | giebelständiger Satteldachbau, rückwärtig mit Krüppelwalm, mit teilweise verputztem Fachwerkobergeschoss, 18. Jahrhundert, Erdgeschoss verändert | D-6-76-141-42 | BW             |
| Schmachtenberger Straße 62 (Standort)          | Kreuz                                                                             | Inschriftsockel mit Kruzifix, Sandstein, bezeichnet 1739, Renovierungen bezeichnet 1814, 1854, 1991 | D-6-76-141-43 | BW             |
| Streiter Bild (Standort)                       | Bildstock                                                                         | Pfeiler mit Kelchblütengirlande, Cherub und Reliefaufsatz 'Hl. Wendelin vor Kruzifix', Sandstein, bezeichnet 1752 | D-6-76-141-34 | BW             |

### Waldmühle
| Lage                   | Objekt    | Beschreibung                                                                                             | Akten-Nr.     | Bild      |
| ---------------------- | --------- | --- | ------------- | --------- |
| Wingertsweg (Standort) | Bildstock | Pfeiler mit Schweifdach-Reliefaufsatz 'Madonna' und Kreuzbekrönung, Sandstein, bezeichnet 1752 und 1858. | D-6-76-141-37 | Bildstock |

## Ehemalige Baudenkmäler
| Lage | Objekt | Beschreibung | Akten-Nr. | Bild |
| ---- | ------ | ------------ | --------- | ---- |